# Pégairolles-de-l'Escalette
Pégairolles-de-l'Escalette is een gemeente in het Franse departement Hérault (regio Occitanie) en telt 137 inwoners (1999). De plaats maakt deel uit van het arrondissement Lodève.

## Geografie
De oppervlakte van Pégairolles-de-l'Escalette bedraagt 35,3 km², de bevolkingsdichtheid is 3,9 inwoners per km².
De onderstaande kaart toont de ligging van Pégairolles-de-l'Escalette met de belangrijkste infrastructuur en aangrenzende gemeenten.

## Demografie
Onderstaande figuur toont het verloop van het inwonertal (bron: INSEE-tellingen).
1. ↑  Populations de référence 2022.